# L'inverno della paura
L'inverno della paura è un romanzo horror di Dan Simmons, pubblicato nel 2002.

## Trama
Quarant'anni dopo gli eventi narrati in L'estate della paura, Dale Stewart, il leader del gruppo di ragazzi che nel 1960 aveva sfidato e distrutto il male che albergava nella vecchia scuola elementare, torna ad Elm Heaven, il paese della sua infanzia, dove quei fatti ebbero luogo. A cinquantun anni di età, Dale, professore universitario e scrittore di romanzi storici, è un uomo in declino, preda di una subdola forma di depressione. Ha completamente dimenticato i fatti di quella lontana estate, che ricorda solo per gli aspetti positivi e per la solare felicità dei giorni trascorsi con gli amici più cari. Uno di loro, Duane McBride, era morto in circostanze misteriose, proprio a causa della pericolosa avventura in cui si erano imbarcati, ed oggi Dale si sente mosso da un inconfessato senso di colpa per quella morte, attribuita ufficialmente a una disgrazia.
Dale si è lasciato alle spalle una moglie e due figlie, il suo matrimonio è fallito a causa di una sua relazione con una studentessa che, dopo una breve e infuocata parentesi di passione, ha perso interesse per l'eccentrico professore e lo ha lasciato alla sua solitudine. Dale, reduce da un tentativo di suicidio, sempre più solo, decide di tornare al paese, per scrivere un romanzo maturo, più profondo delle sue opere abituali, in cui ricostruire gli eventi di quella lontana estate dimenticata. Per compiere questa operazione di immersione nel suo passato (e vincere nel contempo le insidie del suo presente) l'uomo affitta la vecchia fattoria appartenuta alla famiglia dello scomparso amico Duane. La casa è rimasta pressoché intatta, nel seminterrato Dale ritrova le cose del suo amico, avido lettore e genio precoce. Ma presto la sua permanenza in quei luoghi, nei mesi che precedono il Natale, in un clima sempre più freddo e disagevole, diventa progressivamente un incubo. Fantasmi, allucinazioni, paure reali o immaginarie si sovrappongono le une alle altre, i misteri del passato non riemergono alla memoria, ma antichi conoscenti si fanno nuovamente vivi, con il loro carico di sentimenti e passioni irrisolte.
Lungi dal risolvere i propri problemi, Dale precipita in un incubo soffocante, mentre i suoi sensi di colpa minano la stabilità delle sue percezioni e una rinnovata pulsione suicida si fa strada in lui.

## Edizioni
- Dan Simmons, L'inverno della paura, collana Gargoyle Books, Gargoyle, 2007.